# OGLE-TR-211 b
OGLE-TR-211b — экзопланета, обнаруженная 27 ноября 2007 года в созвездии Киля. Радиус планеты больше радиуса Юпитера примерно на 36 %, а масса на 3 %. Планета относится к классу горячих юпитеров. Оборот вокруг звезды занимает 3,7 суток на расстоянии 7 млн километров.